# Synagoga Scolanova
Synagoga Scolanova je středověká synagoga v italském Trani. Byla postavena jako židovská modlitebna ve 13. století, zkonfiskována církví během vlny antisemitismu kolem roku 1380 a přestavěna na kostel známý jako Santa Maria ve Scolanově. V roce 2006 byla budova odsvěcena a vrácena ke svému původnímu použití.
Synagoga byla přestavěna na kostel bez významných změn v interiéru budovy. Gotická synagoga je obdélníková zděná budova. Klenutý strop je vysoký 36 stop. Na východní stěně jsou tři okna, jedna na každé straně Aron ha-kodeš a jedna nad ní. Budova vedle domu obsahovala ženskou galerii synagogy a v suterénu schody a bazén středověké mikve, který se zachoval.

## Historie
V roce 1380 byly všechny čtyři synagogy v Trani přeměněny na kostely a 310 Židů, kteří zůstali ve městě, bylo násilně převedeno na křesťanství. Čtyři zabavené synagogy byly přejmenovány na Santa Maria in Scolanova, San Leonardo Abate, San Pietro Martire, a Santi Quirico e Giovita (od té doby přejmenované na Sant'Annu). Kostel San Pietro byl později zničen. Plaketa, která je stále viditelná na severní stěně kostela Sant'Anna, vysvětluje, že byla postavena na místě zbořené synagogy v roce 1247.  Kostel San Leonardo prošel tak rozsáhlou obnovou, že z původní budovy synagogy zbylo jen málo stavebních prvků.
V roce 2006 byla budova synagogy Scolanova, která stála již od padesátých let jako prázdná a nepoužívaná, vrácena židovské komunitě.
Velmi starou olejomalbu Panny Marie visící ve výklenku, kde kdysi byl svatostánek Aron ha-kodeš, církev odmítla povolit přestěhovat do jiného kostela nebo do muzea. Budova je navíc chráněnou historickou památkou, takže židovská kongregace nemá právo stěhovat obraz. Řešením bylo zavěšení velkého obrazu sedmiramenného svícnu před malbou.